# Juliette Watine
 (septembre 2021).
 (septembre 2021).
Si vous disposez d'ouvrages ou d'articles de référence ou si vous connaissez des sites web de qualité traitant du thème abordé ici, merci de compléter l'article en donnant les références utiles à sa vérifiabilité et en les liant à la section « Notes et références ».
Née le 13 juin 1988 à Roubaix (Nord), Juliette Watine est une basketteuse en fauteuil roulant française qui évolue actuellement au Lille Université Club. Elle fait aussi partie de l'équipe de France de handibasket féminine et a représenté la France  aux Jeux paralympiques de Rio en 2016.

## Biographie

### Enfance, formation et débuts
Ayant perdu l’usage de ses jambes à l’âge de 13 ans, elle commence par faire du tennis fauteuil avant de se tourner vers le basket.
Atteinte en 2003 d'une maladie qui la laisse paraplégique, Juliette Watine ne se laisse pas pourtant abattre. Il faut dire que sa passion pour les sports individuels comme le tennis, la danse, l'équitation, la course, et le ski lui a permis de développer un esprit combattif grâce auquel elle teste dans un premier temps le tennis en fauteuil puis en 2006. Jean Delrue lui fait ensuite découvrir les plaisirs du sport collectif avec le basket fauteuil lors de sa rééducation au centre de l’Espoir (centre de rééducation de Lille).
Jonglant entre ses études et son engagement sportif, elle s’adonne ainsi aux deux disciplines. Il faut dire qu'à ses yeux, ces dernières sont tout à fait complémentaires. Elle participe même à son premier regroupement France Handibasket en 2007 alors qu'elle n'est âgée que de 17 ans. Dommage que ses études de textile et d’ économie sociale et solidaire finissent par lui imposer de choisir entre ces deux disciplines sportives. Elle se tourne donc vers le tennis avec lequel il est plus facile de concilier études et entrainements. Cela s'est en tout cas avéré être un choix judicieux puisqu'elle participe aux championnats de France de Tennis avec un titre de vice-championne de France en 2011 et une troisième place en 2013.

### Carrière de  basketteuse
En 2014, Juliette Watine revient sur les parquets au LUC avec l’internationale Fabienne Saint Omer Delepine. 
Avec sa coéquipière, elle regoûte ainsi aux stages France et participe à sa première compétition internationale en 2014 lors des championnats du monde à Toronto en finissant 8ème. Cette première expérience internationale lui donne même l’envie d’aller plus loin et de s’imposer sur le terrain. Elle gagne en expérience et part aux championnats d’Europe à Worcester(2015) avec comme objectif les Jeux paralympiques de Rio.
Avec l'équipe de France, elle participe aux Jeux paralympiques d'été de 2016 ou l'équipe de France finit 7e.

## Palmarès

### Palmarès en club
- Championne de France Nationale 2 avec le Lille Université Club

### Palmarès en équipe de France
- 2014 : Championnat du Monde, 8e
- 2015 : Championnat d'Europe, 4e
- 2016 : Jeux paralympiques d'été, 7e